# مکرتیچ موسینیاتس
مکرتیچ موسینیاتس (ارمنی: Մկրտիչ Մուսինյանց؛ زادهٔ ۱۴ ژانویهٔ ۱۸۶۸ - درگذشته ۱۹۲۹) یک سیاستمدار اهل ارمنستان که از تاریخ تا تاریخ سمت شهردار ایروان را برعهده داشت.

## زندگی‌نامه
در ۱۴ ژانویه ۱۸۶۸ در ایروان به دنیا آمد و از مدرسه نرسیسیان و مدرسه ملی کشاورزی مون‌پلیه فارغ‌التحصیل شد.  وی در ۱۹۲۹ در سن ۶۱ سالگی در ایروان درگذشت.

## یادداشت
1. ↑  Թադևոս Մուսինյանց